# Ranunculus inamoenus
Ranunculus inamoenus är en ranunkelväxtart som beskrevs av Edward Lee Greene. Ranunculus inamoenus ingår i släktet ranunkler, och familjen ranunkelväxter.

## Underarter
Arten delas in i följande underarter:
- R. i. alpeophilus
- R. i. subaffinis